# Adèle de Dombasle
Gabrielle Adélaide Garreau (de soltera Mathieu de Dombasle; Nancy, 1819-Mónaco, 1901), conocida como Adèle de Dombasle, fue una viajera e ilustradora francesa que trabajó en los territorios franceses del Pacífico durante el siglo XIX. Sus ilustraciones son detalladas y muestran figuras indígenas notables como Pōmare IV y el rey Temoana de Nuku Hiva. A su regreso a Francia publicó un relato de sus experiencias. Se la ha comparado con figuras como Rose de Freycinet, Jeanne Leenhardt y Margaret Stokes, quienes fueron otras de las primeras exploradoras y pioneras de la arqueología femenina en el Pacífico.

## Biografía

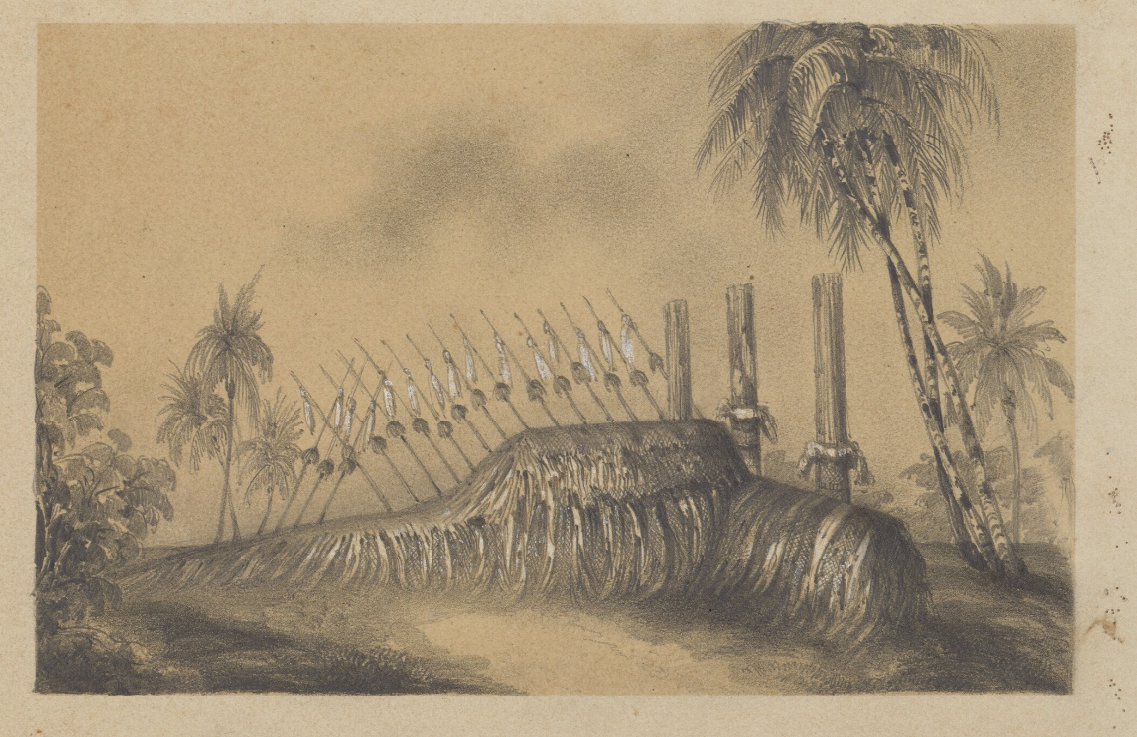
Tumba del hijo del sumo sacerdote Vékétou en Nuku-Hiva, obra de Dombasle, 1847-48.

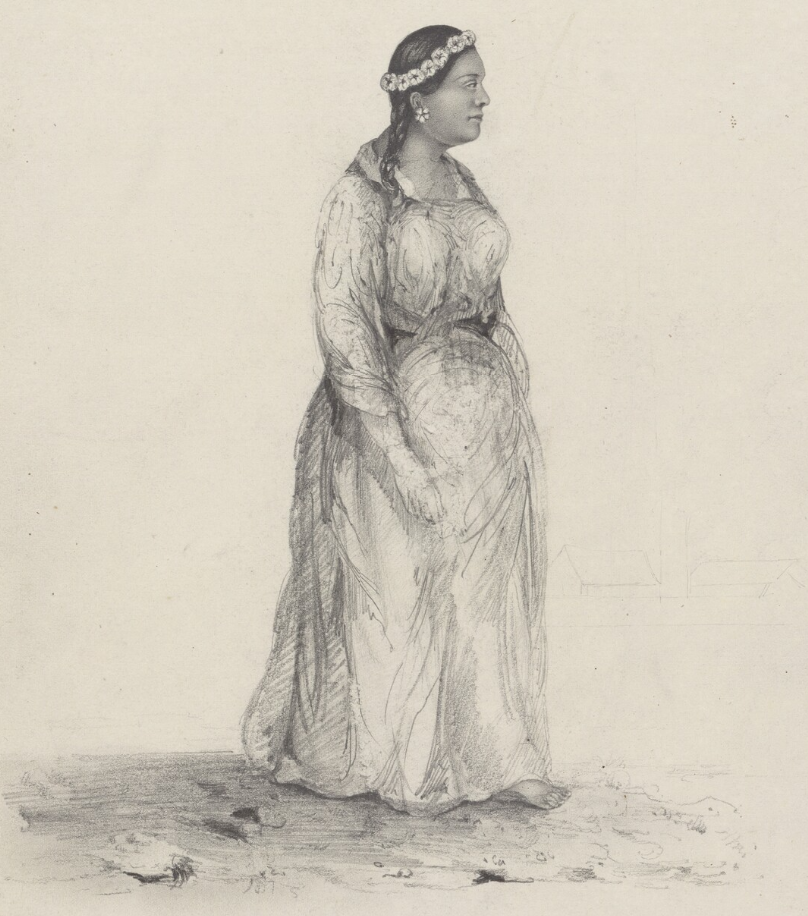
Pomare IV, reina de Tahití por de Dombasle.

Nacida en 1819 en Nancy, provenía de una familia aristocrática. Viajó al Pacífico en 1847 acompañando Edmond Ginoux de la Coche, que había sido enviado en misión por el Ministerio de Asuntos Exteriores francés. A Ginoux se le encomendó en parte la tarea de crear colecciones etnográficas en expansión relacionadas con los pueblos indígenas que iba a conocer; parte de este programa de recopilación fue la creación de ilustraciones, realizada por de Dombasle. Su expedición se interrumpió: pasaron una semana en las Islas Marquesas y una semana en Tahití, antes de que el gobernador de esta última le pidiera a Ginoux que se marchara. En 1851, de Dombasle había regresado a Francia.

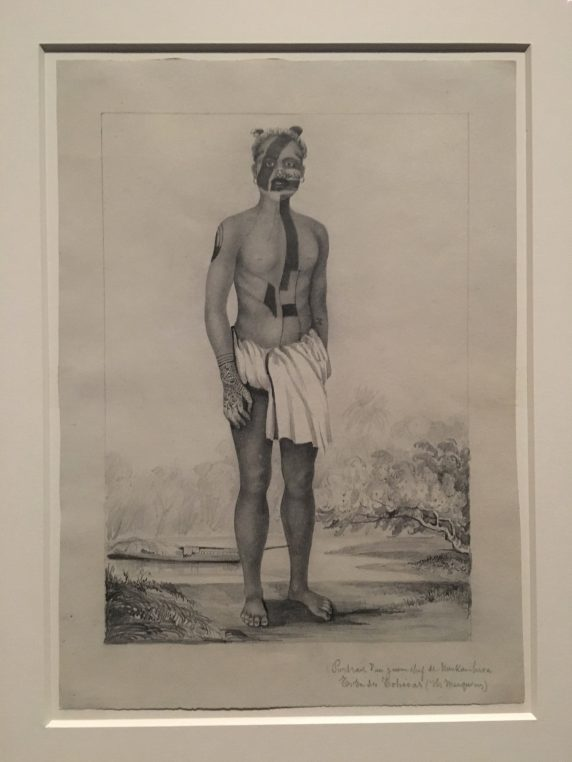
Joven jefe, Nuku-Hiva, por de Dombasle.

Las ilustraciones realizadas por de Dombasle son intrincadamente detalladas y representan figuras indígenas importantes, como la reina Pōmare IV, así como paisajes, objetos y el mundo natural. Sus ilustraciones botánicas son tan específicas que pueden usarse para identificación. También tiene un papel en las actividades de coleccionismo de Ginoux, por ejemplo, un diente de cachalote que ahora se encuentra en el Museo de Exploración del Mundo fue entregado a De Dombasle por la 'sacerdotisa Hina' durante una ceremonia de nombramiento. Las imágenes también son una fuente importante para los arqueólogos. Una ilustración, de un joven jefe, es similar a una realizada por René Gillotin.
En 1851 publicó un relato de sus viajes en el tiempo en la revista La Politique Nouvelle. Esto demuestra que estaba bien informada sobre las personas, los lugares y los acontecimientos que encontraba, y que antes de la expedición había hablado con personas que habían viajado allí anteriormente. Tras la muerte de Ginoux en 1870, de Dombasle heredó su colección etnográfica y parece haber sido quien aseguró su futuro vendiéndola al Museo del Barón Lycklama (el precursor del Museo de Exploración del Mundo).

## Legado
Las ilustraciones de De Dombasle aparecieron en la exposición de 2022 titulada Si Tahiti m'était contée. Ginoux, periodista et voyageur en Polynésie au XIXe siècle (Si me contaran la historia de Tahití. Ginoux, periodista y viajero en la Polinesia del siglo XIX), que se celebró en el Museo de Exploración del Mundo de Cannes. El Museo del muelle Branly - Jacques Chirac conserva una colección de 17 de sus dibujos a lápiz. La historiadora Emilie Dotte-Sarout considera a De Dombasle como una pionera de la exploración y la arqueología realizadas por mujeres en el Pacífico, junto con figuras como Rose de Freycinet, Jeanne Leenhardt y Margaret Stokes.

## Lectura adicional
- de Dombasle, A. (1851). «Promenade à Noukouhiva. Visita a la Grande Prêtresse». La Politique Nouvelle 3: 506-525.
- de La Grandville, Frédéric (2002). Edmundo de Ginoux. París: El Harmattan. ISBN 9782296270602.

- Datos: Q108660506
- Multimedia: Adèle de Dombasle / Q108660506